# Talsperre Guilhofrei

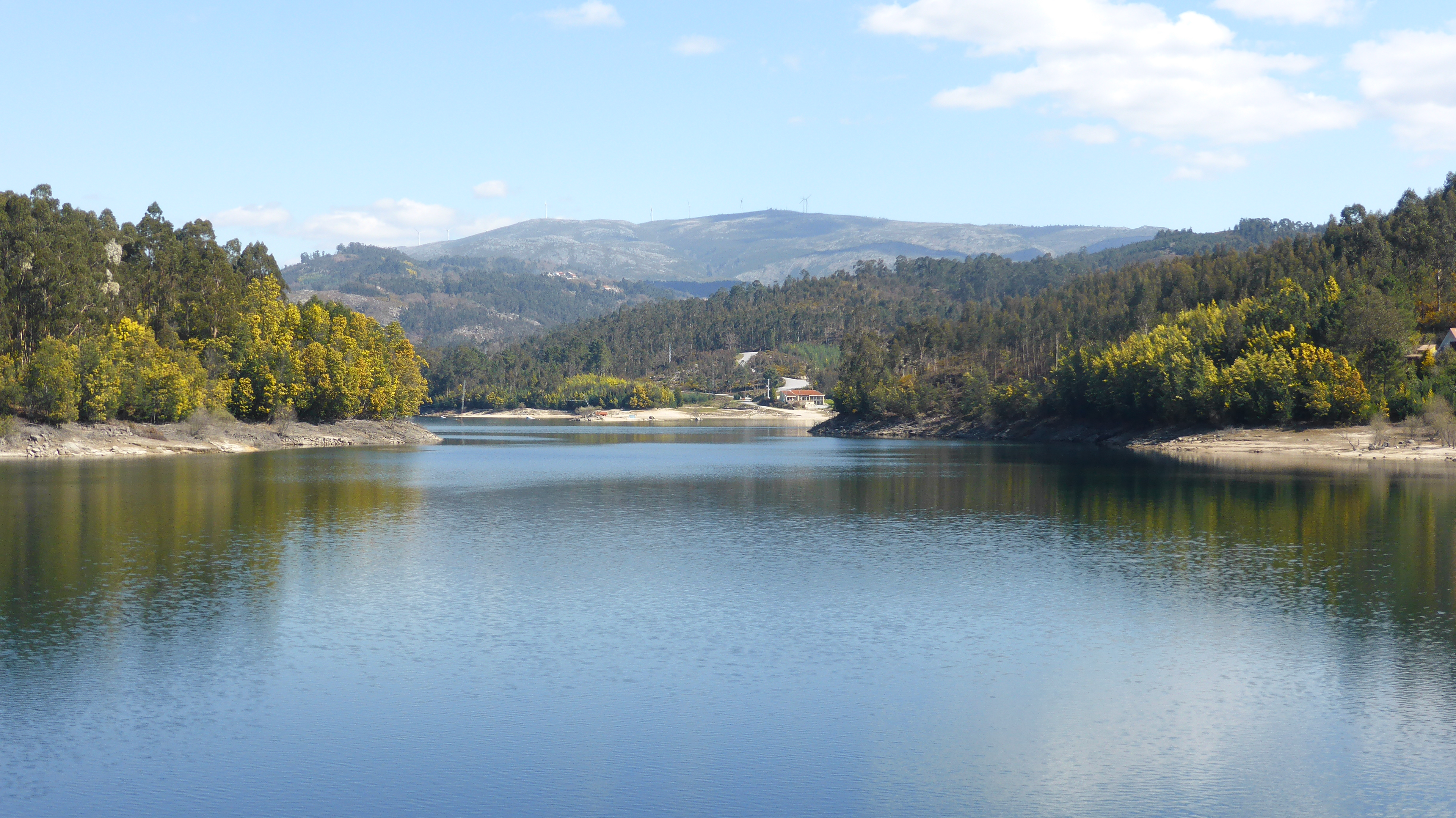
Stausee der Talsperre Guilhofrei (2015)

Die Talsperre Guilhofrei (portugiesisch Barragem de Guilhofrei), auch als Talsperre Ermal (port. Barragem de Ermal) bezeichnet, liegt in der Region Nord Portugals im Distrikt Braga auf dem Gebiet der Gemeinde Guilhofrei. Sie staut den Fluss Ave zu einem Stausee (port. Albufeira [da Barragem] do Ermal) auf. Ungefähr fünf Kilometer flussabwärts befindet sich die Talsperre Andorinhas.
Die Talsperre wurde 1938 fertiggestellt. Sie dient der Stromerzeugung. Die Talsperre ist im Besitz von HDN, Energia do Norte, SA.

## Absperrbauwerk
Das Absperrbauwerk ist eine Gewichtsstaumauer aus Beton und Mauerwerk mit einer Höhe von 49 m über der Gründungssohle. Die Mauerkrone liegt auf einer Höhe von 337 m über dem Meeresspiegel. Die Länge der Mauerkrone beträgt 190 m. Das Volumen des Bauwerks beträgt 55.000 m³.
Die Staumauer verfügt sowohl über einen Grundablass als auch über eine Hochwasserentlastung mit zwei Toren. Über die Hochwasserentlastung können maximal 445 m³/s abgeleitet werden. Das Bemessungshochwasser liegt bei 350 m³/s.

## Stausee
Beim normalen Stauziel von 333,3 m (dies entspricht auch dem maximalen Stauziel bei Hochwasser) erstreckt sich der Stausee über eine Fläche von rund 1,63 km² und fasst 21,2 (bzw. 22) Mio. m³ Wasser – davon können 21,08 (bzw. 17,1) Mio. m³ zur Stromerzeugung genutzt werden.

## Kraftwerk Guilhofrei
Das Kraftwerk Guilhofrei ist mit einer installierten Leistung von 4,6 (bzw. 3,972) MW eines der kleineren Wasserkraftwerke in Portugal. Die durchschnittliche Jahreserzeugung liegt bei 11 Mio. kWh. Das Kraftwerk nahm 1939 mit einer Leistung von 1,6 MW den Betrieb auf. 1995 wurde es renoviert. Es wird von Energias de Portugal (EDP) betrieben.

### Maschinen
Die Maschinen befinden sich in einem Maschinenhaus am Fuße der Staumauer auf der linken Seite. Es sind eine Kaplan-Turbine mit vertikaler Welle (Maschine 1) und eine Francis-Turbine mit horizontaler Welle (Maschine 2) installiert. Die folgende Tabelle gibt einen Überblick:
| Maschine | Nenndrehzahl (1/min) | Turbine (MW) | Generator (MVA) | Transformator (MVA) |
| -------- | -------------------- | ------------ | --------------- | ------------------- |
| 1        | 500                  | 2,022        | 2,4             | 5                   |
| 2        | 428,6                | 1,950        | 2,67            |                     |

Die Nennspannung der Generatoren beträgt 2 kV. In der Schaltanlage wird die Generatorspannung von 2 kV mittels Leistungstransformatoren auf 15 kV hochgespannt.

## Kraftwerk Ermal
Das Kraftwerk Ermal ist mit einer installierten Leistung von 10 MW eines der kleineren Wasserkraftwerke in Portugal. Die durchschnittliche Jahreserzeugung liegt bei 29 Mio. kWh. Das Kraftwerk nahm 1937 den Betrieb auf; 1996 wurde es renoviert. Es wird von EDP betrieben.
Nachdem das Wasser das Kraftwerk Guilhofrei verlassen hat, wird es durch einen 1.500 m langen Kanal zum Speicherbecken des Kraftwerks Ermal geleitet. Von dort aus gelangt es über zwei 198 m lange Druckrohrleitungen zum Maschinenhaus.

### Maschinen
Im Maschinenhaus sind zwei Francis-Turbinen mit vertikaler Welle und unterschiedlicher Leistung installiert. Die folgende Tabelle gibt einen Überblick:
| Maschine | Nenndrehzahl (1/min) | Turbine (MW) | Generator (MVA) | Transformator (MVA) |
| -------- | -------------------- | ------------ | --------------- | ------------------- |
| 1        | 500                  | 6,251        | 7,5             | 7,5                 |
| 2        | 600                  | 4,597        | 5,5             | 7,5                 |

Die Nennspannung der Generatoren beträgt 2 kV. In der Schaltanlage wird die Generatorspannung von 2 kV mittels Leistungstransformatoren auf 60 kV hochgespannt.